# Feitos
Feitos é uma povoação portuguesa do Município de Barcelos que foi sede da extinta Freguesia de Feitos, freguesia que tinha 3,27 km² de área e 538 habitantes (2011), e, por isso, uma densidade populacional de 164,5 hab/km².
A Freguesia de Feitos foi extinta em 2013, no âmbito de uma reforma administrativa nacional, tendo sido agregada à Freguesia de Vila Cova, para formar uma nova freguesia denominada União das Freguesias de Vila Cova e Feitos com sede em Vila Cova.

## População
| População da freguesia de Feitos (1864 – 2011) | População da freguesia de Feitos (1864 – 2011) | População da freguesia de Feitos (1864 – 2011) | População da freguesia de Feitos (1864 – 2011) | População da freguesia de Feitos (1864 – 2011) | População da freguesia de Feitos (1864 – 2011) | População da freguesia de Feitos (1864 – 2011) | População da freguesia de Feitos (1864 – 2011) | População da freguesia de Feitos (1864 – 2011) | População da freguesia de Feitos (1864 – 2011) | População da freguesia de Feitos (1864 – 2011) | População da freguesia de Feitos (1864 – 2011) | População da freguesia de Feitos (1864 – 2011) | População da freguesia de Feitos (1864 – 2011) | População da freguesia de Feitos (1864 – 2011) |
| ---------------------------------------------- | ---------------------------------------------- | ---------------------------------------------- | ---------------------------------------------- | ---------------------------------------------- | ---------------------------------------------- | ---------------------------------------------- | ---------------------------------------------- | ---------------------------------------------- | ---------------------------------------------- | ---------------------------------------------- | ---------------------------------------------- | ---------------------------------------------- | ---------------------------------------------- | ---------------------------------------------- |
| 1864                                           | 1878                                           | 1890                                           | 1900                                           | 1911                                           | 1920                                           | 1930                                           | 1940                                           | 1950                                           | 1960                                           | 1970                                           | 1981                                           | 1991                                           | 2001                                           | 2011                                           |
|                                                |                                                | 111                                            | 128                                            | 130                                            | 168                                            | 185                                            | 221                                            | 304                                            | 318                                            | 348                                            | 444                                            | 504                                            | 534                                            | 538                                            |

Nos anos de 1864 e 1878 estava anexada à freguesia de Palme. Foi desanexada por alvará do Governo Civil de 27/12/1904, Diário do Governo nº 295, de 30/12/1904

## Desporto
Grupo Desportivo Feitos (Futebol de 11 - Campeonato Popular de Barcelos).